# مضيق رياو
مضيق رياو (بالإندونيسية: Selat Riau) هو مضيق يقع في أرخبيل رياو. يفصل مضيق رياو بين جزيرتي باتام وبنتن. يعد المضيق ممر مائي تجاري مهم لميناء سنغافورة. يقع المضيق في مقاطعة كيبولاوان رياو، وبالتحديد في الجزء الغربي من البلاد، وعلى بعد 800 كيلومتر إلى الشمال من جاكرتا.
يتميز المضيق بمناخ استوائي. متوسط درجة الحرارة في المضيق 23 درجة مئوية. أكثر الأشهر دفئًا في المضيق تكون في شهر أكتوبر، وذلك عند درجة حرارة 25 درجة مئوية، وشهر فبراير عند 22 درجة مئوية. يبلغ متوسط هطول الأمطار 2.832 ملم في السنة. وشهد شهر نوفمبر 424 ملم من الأمطار، وأدنى الأشهر المطيرة شهر يناير عند 131 ملم.